# Portiuncula

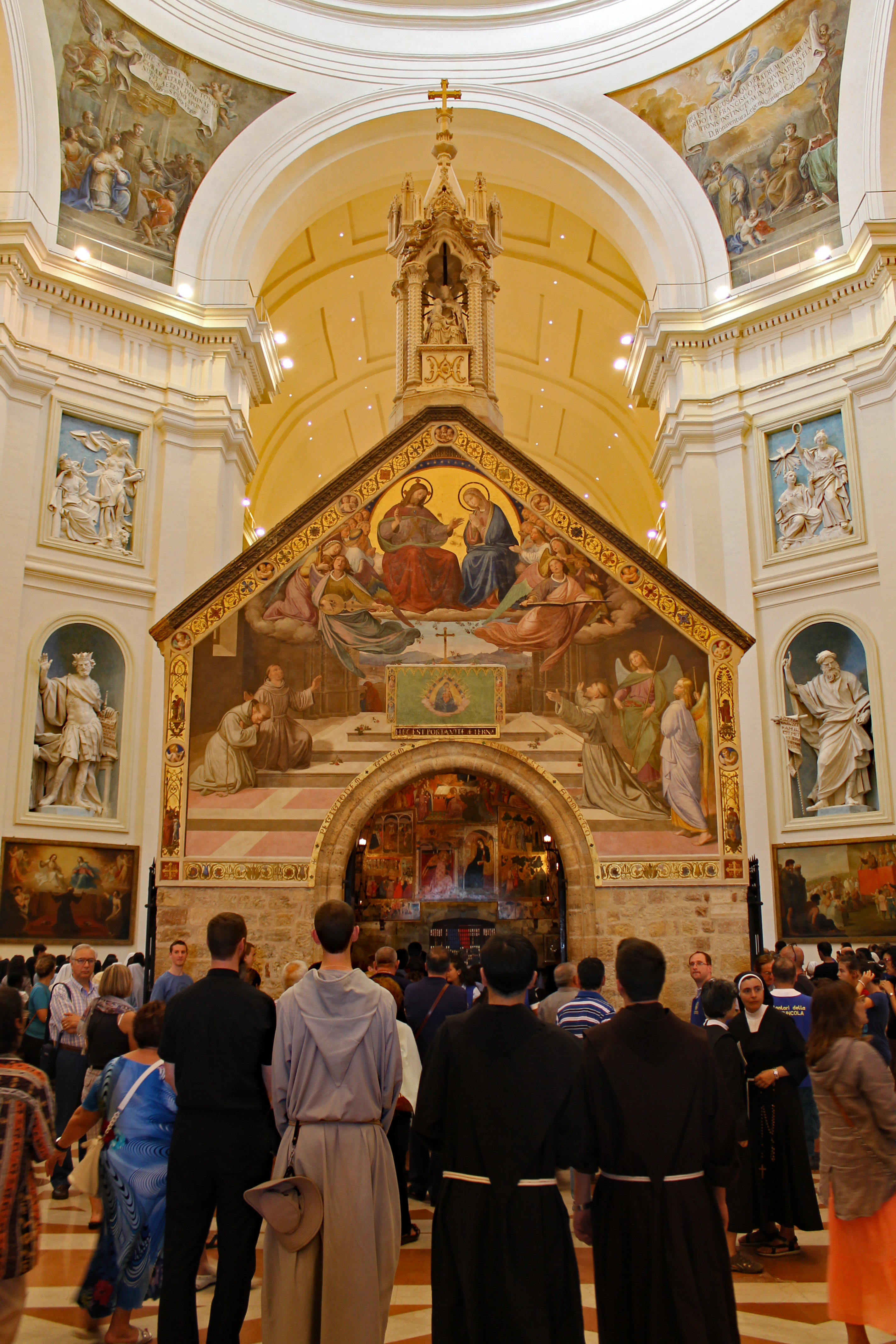
Eingang der Portiuncula mit Fresko von Friedrich Overbeck

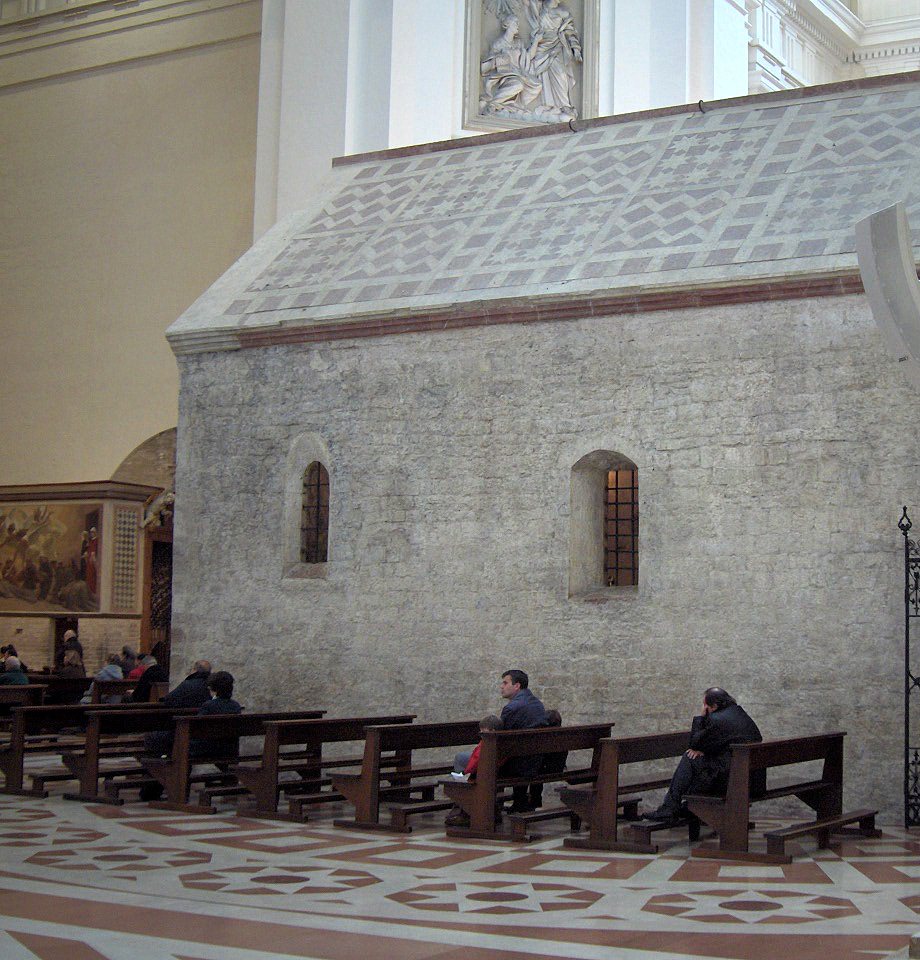
Seitenansicht der Portiuncula

Portiuncula (auch Portiunkula; lateinisch für „kleiner Flecken Land“; italienisch porziuncola) ist der volkstümliche Name der Kapelle Santa Maria degli Angeli drei Kilometer unterhalb von Assisi in Umbrien (Mittelitalien). Das Patrozinium der Kapelle ist das der Basilika Santa Maria degli Angeli, die ab dem Jahr 1569 auf Geheiß von Papst Pius V. über der Portiuncula errichtet wurde. Der Bau der Basilika wurde erst 1679 vollendet. In der deutschsprachigen Literatur findet man neben der lateinischen Form Portiuncula auch die Schreibweisen Porziuncola und Portiunkula.
Die Kapelle wurde berühmt, weil dort die franziskanischen Orden ihren Ursprung nahmen. Am 3. Oktober 1226 starb in dieser Kirche Franziskus von Assisi im Kreis von Gefährten. Dort befindet sich eine eigene Bibliothek, die Biblioteca della Porziuncola.

## Geschichte
Die Kapelle wurde erstmals im Jahre 1045 in einem Dokument erwähnt, das heute im Archiv der Kathedrale San Rufino in Assisi aufbewahrt wird. Ursprünglich soll sie von Eremiten unter Papst Liberius (352–366) errichtet worden sein, die darin Reliquien der Jungfrau Maria verwahrten. Die Legende berichtet, die Kapelle sei im Jahre 516 in den Besitz Benedikts von Nursia übergegangen, sie trug den Namen Unsere Liebe Frau vom Tal Josaphat oder Unsere Liebe Frau von den Engeln.
Die Kapelle lag später verlassen als Ruine in einem Steineichenwald. Der Überlieferung zufolge stellte Franz von Assisi sie und zwei andere Kapellen mit eigenen Händen wieder her, nachdem er Jesus vom Kreuz von San Damiano her sprechen hörte: „Siehst du nicht, dass mein Haus verfällt? […] stelle es wieder her!“ Deshalb baute Franz die Portiuncula wieder auf und entschloss sich, Jesus gemäß dem Evangelium nach Matthäus in Armut nachzufolgen. 1208 wollte der Abt von Monte Subasio, dem Berg oberhalb von Assisi, dem hl. Franziskus die Kapelle schenken, unter der Bedingung, dass er sie zum Zentrum seiner Gemeinschaft mache. Da es jedoch Franziskus’ Grundsätzen widersprochen hätte, Eigentum zu besitzen, bestand er darauf, die Portiuncula nur zu mieten, als Jahreszins wurde ein Korb Fische vereinbart. Franziskus ließ gleich darauf diese Schuld im Voraus begleichen und dem Abt einen Korb Fische bringen.
Am Palmsonntag des Jahres 1212, dem 18. März, erhielt in dieser Kirche die hl. Klara von Assisi, eine Cousine des Rufino, eines frühen Gefährten von Franz von Assisi, von Franz einen Habit, um von da an als Nonne zu leben. Klara gründete später mit ihren Gefährtinnen in San Damiano die Klarissen. Jedes Jahr an Pfingsten hielten dort die Minderbrüder ihre Kapitel ab, schon 1221 waren es über 5000.
Nachdem zunächst rund um die Kapelle weitere Gebäude der Franziskaner errichtet worden waren, wurden diese auf Geheiß von Papst Pius V. (1566–1572) wieder abgerissen. An dem Ort, an dem der hl. Franziskus gestorben war, wurde 1569–78 die Basilika Santa Maria degli Angeli über der Kapelle errichtet. Die Kapelle steht unmittelbar unter der zentralen Kuppel der Basilika.

## Ablass
Auf Bitten des hl. Franziskus gewährte Papst Honorius III. für den gläubigen Besuch der Portiuncula, wenn er mit dem Empfang des Bußsakraments verbunden wird, einen vollkommenen Ablass. Seitdem wurde die Kapelle zu einem der wichtigsten Wallfahrtsorte. Papst Sixtus IV. dehnte dieses Ablassprivileg 1480 auf alle Franziskanerkirchen aus. Daraufhin wurden an vielen dieser Kirchen eigene Portiunkulakapellen als freie Nachschöpfungen des Originals angebaut. Der sogenannte Portiuncula-Ablass kann am 2. August jeden Jahres erworben werden (Portiunculafest, in festo Portiunculae).

## Ausstattung

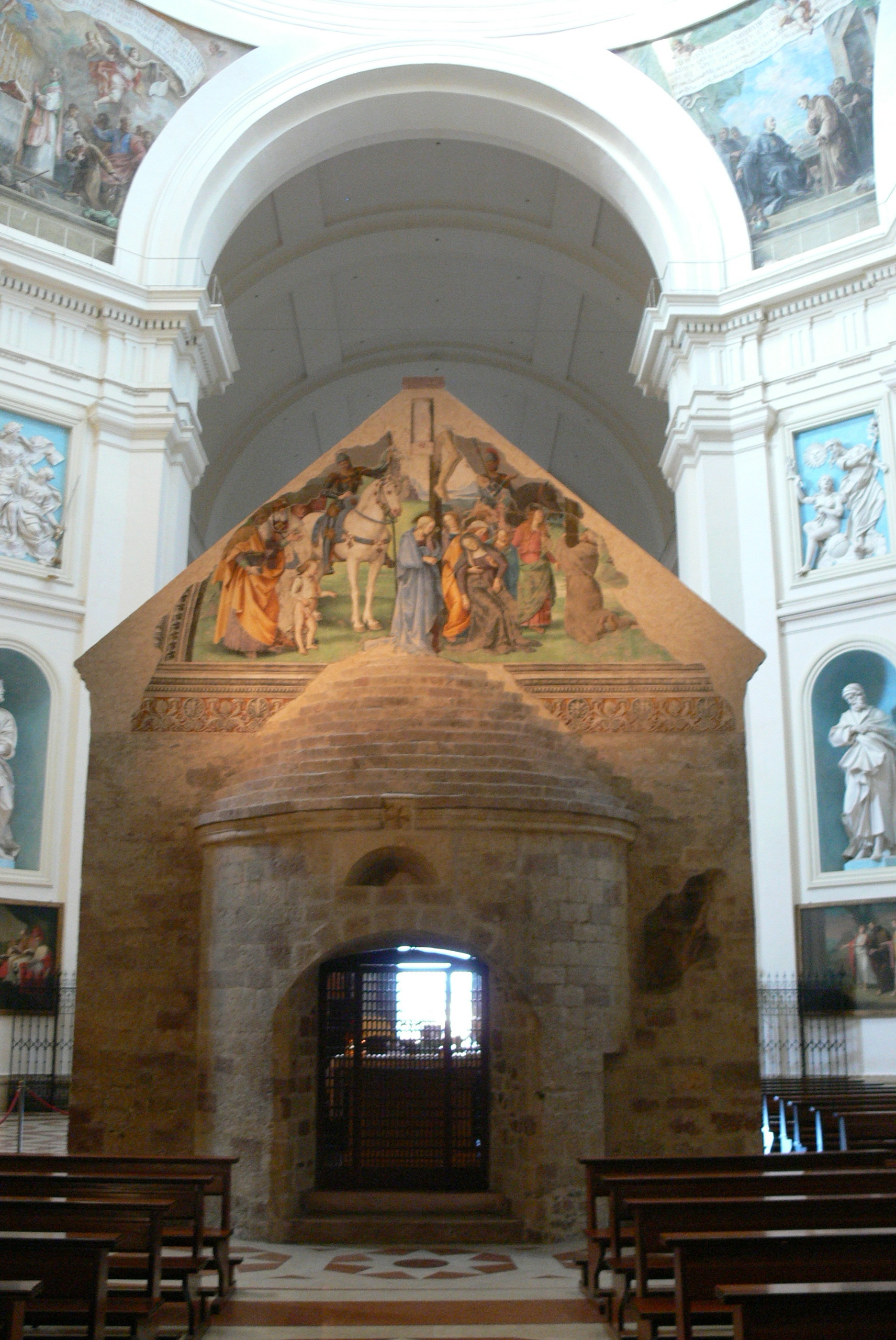
Apsis der Portiuncula-Kapelle

Innenansicht

Die Kapelle wurde in folgenden Jahrhunderten bildkünstlerisch bereichert. Berühmt ist das farbenfrohe Fresko Friedrich Overbecks (1829), der den Nazarenern,  einer deutschrömischen Künstlergruppe angehörte. Es zeigt die Vision des Franziskus, die ihn dazu bewegte, vom Papst die Gewährung des Portiuncula-Ablasses zu erbitten.  An der Seite befindet sich eine Grabplatte für Pietro Cattani, einen Mitbruder des Franziskus, der hier 1221 starb. Auf dem rückseitigen Giebel über der Apsis zeigt ein an den Rändern stark beschädigtes Fresko eine Kreuzigungsgruppe vom Ende des 15. Jahrhunderts, deren Zuschreibung an Perugino nicht allgemein anerkannt wird. Die Tür aus dem 15. Jahrhundert zeigt Blumenmotive.
Innen ist der von einer Spitztonne überwölbte Raum weitgehend undekoriert geblieben. Einige Steine vom Monte Subasio hatte Franziskus selbst für den Wiederaufbau herbeigeschleppt.
Die rückseitige Giebelwand schließt eine 1393 datierte Altartafel des Hilarius von Viterbo, die um eine Verkündigung Szenen aus dem Leben des Franziskus anordnet.